# 113256 Prum
113256 Prum este o planetă minoră (asteroid), cu un diametru de 5,2 km, din centura de asteroizi. A fost descoperită pe 13 septembrie 2002 la  de Eric Walter Elst. 
Obiectul prezintă o orbită caracterizată de o semiaxă mare de 2,7953312917721 UAi, o excentricitate de 0,15, o înclinație de 5,6 ° în raport cu ecliptica.